# Sud-Ouest de l'Ontario

Situation du Sud-Ouest de l'Ontario

Le Sud-Ouest de l'Ontario est une sous-région du Sud de l'Ontario centrée sur la ville de London. 
Elle s'étend du nord au sud de la péninsule de Bruce au lac Huron jusqu'au bord du lac Érié, et de l'est au sud-ouest, de Kitchener à Windsor. Ces trois centres urbains abritent la majorité de la population de 2 328 987 habitants en 2001. On y trouve aussi les municipalités de Chatham, Ingersoll, Owen Sound, Sarnia, St. Thomas, Goderich, Stratford, Tillsonburg et Woodstock. 